# Русский Лем
Русский Лем — деревня в Большесосновском районе Пермского края. Входит в состав Петропавловского сельского поселения.

## Географическое положение
Расположена на правом берегу реки Лем, примерно в 5 км к западу от села Пермяки, на границе с Удмуртской республикой.

## Население
| 2010 |
| ---- |
| 6    |

## Топографические карты
- Лист карты O-40-85 Петропавловск. Масштаб: 1 : 100 000. Состояние местности на 1983 год. Издание 1984 г.